# Ormø
Ormø er en lille ubeboet ø i Holsteinborg Nor mellem Glænø og Sjælland, ca. 10 km sydøst for Skælskør.
Øen er karakteriseret ved sin store koloni af skarv og de deraf mange udgåede træer.